# Harriet Tubmanová
Harriet Tubmanová, rozená Araminta Rossová (asi březen 1822 – 10. březen 1913), byla americká černošská abolicionistka a filantropka.

## Životopis
Araminta Rossová začala život v otroctví ve státě Maryland, ze kterého utekla, aby se před Americkou občanskou válkou stala vedoucí osobností abolicionistického hnutí (hnutí pro zrušení otrokářství). Během 13 misí do Marylandu na jihu USA (kde bylo otroctví) odvedla 70 otroků do severních států USA pomocí tzv. „Podzemní železnice“ (z anglického Underground Railroad), což bylo metaforické označení pro systém bezpečných úkrytů a cest podporovaných protiotrokářskými sympatizanty. Dalším cca 70 lidem dala instrukce k tomu, pomocí nichž se jim povedlo útěk provést samostatně. Byla též přezdívána Black Moses (Černý Mojžíš), neboť se velmi aktivně podílela na útěku otroků na sever.
Během občanské války pracovala jako špionka ve prospěch Unie. Velmi úspěšná akce se jí podařila 1. a 2. června roku 1863, kdy během přepadení železnice vojskem Unie v Combahee River v kraji Clleton v Jižní Karolíně, dostala do bezpečí Severu asi 750 uprchlých otroků. Byla to první vojenská akce v dějinách Spojených států, kterou připravovala a řídila žena.

## Odkaz
Na její počest byla též pojmenována jedna z proslulých lodí typu Liberty, které byly v roce 1944 spuštěny na vodu, aby převážely přes oceán výzbroj a materiál pro bojující spojence v Evropě, S.S. Harriet Tubman. Její jméno nese též pečovatelský dům pro staré a chudé černochy, který byl 30. května 1974 vyhlášen národním památníkem.
V dubnu 2016 americké ministerstvo financí oznámilo, že se portrét Tubmanové ocitne na přední straně dvacetidolarové bankovky, kde nahradí podobiznu Andrewa Jacksona. Zavedení nové verze bankovky bylo plánováno na rok 2020, ke stému výročí ratifikace devatenáctého dodatku americké ústavy, který zakázal státům upřít volební právo ženám. V srpnu 2017 se nový ministr financí Steven Mnuchin vyjádřil, že tento záměr předchozí administrativy zváží, ale není pro něj prioritou. V květnu 2019 Mnuchin řekl, že změna dvacetidolarové bankovky se oproti plánu oddaluje z bezpečnostních důvodů na termín po změně bankovek s hodnotou 10 a 50 amerických dolarů, které mají přednost.
První životopisný film o Harriet Tubmanové – pojmenovaný Harriet – měl světovou premiéru na Mezinárodním filmovém festivalu v Torontu 10. září 2019. Hlavní roli ztvárnila britská herečka Cynthia Erivo.